# کلتسانی
کلتسانی (به چکی: Klecany) یک منطقهٔ مسکونی و شهرستان دارای شهرک سابقاً روستا در جمهوری چک است که در ناحیه پراگ-شرق واقع شده‌است. کلتسانی ۳٬۱۹۷ نفر جمعیت دارد.